# Dimitar Milanov
Dimitar Milanov Sztojanov, bolgárul: Димитър Миланов Стоянов (Szófia, 1928. október 18. – Szófia, 1995) olimpiai bronzérmes válogatott bolgár labdarúgó, csatár, edző. Kétszeres bolgár bajnoki gólkirály.

## Pályafutása

### Klubcsapatban
1946–1947-ben a Botev Szofija, 1947–48-ban a Szeptemvri Szofija, 1948 és 1960 között a CSZKA Szofija labdarúgója volt. A CSZKA-val tíz bajnoki címet szerzett és két alkalommal volt az élvonal gólkirálya.

### A válogatottban
1948 és 1959 között 39 alkalommal szerepelt a bolgár válogatottban és 19 gólt szerzett. Részt vett az 1952-es helsinki olimpiai játékokon, majd tagja volt az 1956-os melbournei olimpián bronzérmet szerzett csapatnak. A torna gólkirálya volt holtversenyben 4-4 góllal az indiai Neville D'Souza és a jugoszláv Todor Veselinović társaságában.

### Edzőként
1965–66-ban a Marek, 1971–72-ben a Hebr vezetőedzője volt.

## Sikerei, díjai
Bulgária
- Olimpiai játékok
  - bronzérmes: 1956, Melbourne
  - gólkirály: 1956, Melbourne (4 góllal, holtversenyben)

 CSZKA Szofija
- Bolgár bajnokság
  - bajnok (10): 1948, 1951, 1952, 1954, 1955, 1956, 1957, 1958, 1958–59, 1959–60
  - gólkirály (2): 1949, 1951